# معهد السلام الدولي
معهد السلام الدولي سابقا الأكاديمية الدولية للسلام (بالإنجليزية: International Peace Institute)‏ هي مؤسسة مستقلة غير ربحية تعمل في المجال البحثي والسياسي، مقرها نيويورك في الولايات المتحدة وتأسست في 1970، وتغير اسمها إلى الحالي في 2008. المعهد متخصص في مناهج متعددة الأطراف لقضايا السلام والأمن، والعمل بشكل وثيق مع الأمانة العامة والدول الأعضاء في الأمم المتحدة.
الهدف الرئيسي لمعهد السلام الدولي هو تعزيز الاستجابات الدولية الفعالة للقضايا والأزمات الجديدة والناشئة من خلال البحث والتحليل، ووضع السياسات.

## التاريخ
تم تأسيس معهد السلام الدولي في 1970 بدعم من قبل أمين عام الأمم المتحدة أنذاك يو ثانت، في الأصل بهدف دراسة حفظ السلام للأمم المتحدة وتطوير عقيدة حفظ السلام، بدعم مالي قوي من روث فوربس يونغ. رئيس المعهد الأول هو اللواء في الجيش الهندي إنداي جيت ريكاي، الذي كان ضابطا قياديا سابقا في قوات حفظ السلام الدولية والمستشار العسكري السابق للأمين العام للأمم المتحدة. تحت ولايته، بدأ المعهد برنامجا مبتكرا يهدف إلى تدريب المدنيين والعسكريين معا لمواجهة تحديات منع الصراعات وبناء السلام.
في 1990، وتحت قيادة أولارا أوتونو - سياسي ودبلوماسي أوغندي - تشعّب المعهد للخروج إلى الأبعاد السياسية للحرب والسلام. خلال هذا الوقت أصبح معهد السلام الدولي معروفا بدراسة الحالات لعمليات الأمم المتحدة الميدانية وتحليل استشرافي على الأدوار الجديدة للأمم المتحدة في المجال الأمني. بدأ أوتونو أيضا برنامج معهد السلام الدولي لأفريقيا، والذي هو حاليا أطول برنامج لها.
رئيس معهد السلام الدولي التالي كان في 1998، وهو الباحث والدبلوماسي الكندي ديفيد أم مالون. عمّق مالون اهتمام المعهد في مجل المنح الدراسية والدعوة السياسة، وتركز في جزء منه على عمل مجلس الأمن الدولي. صنع المعهد آفاقا جديدة في اقتصاديات الحرب، مرتكزا على الروابط بين أسباب الصراع ومنع الصراعات، وبين الأمن والتنمية، وعلى أشكال جديدة من الحكم الدولي، مثل الإدارة الانتقالية. أصبح مصدرا للخبرة لوسائل الإعلام التي ما فتئ مالون وزملاؤه على نشر تحليلات وكتب حولها.
منذ 2005 ترأس المجلس النرويجي تاريه رود-لارسن، الذي يعتبر من أهم مكوني اتفاقية أوسلو (بين منظمة التحرير الفلسطينية وحكومة إسرائيل) وهو كذلك عالم إجتماع ودبلوماسي نرويجي في الأمم المتحدة وكان مبعوثا رفيع المستوى لها في الشرق الأوسط. معهد السلام الدولي اليوم يركز عمله على الأزمات والقدرة على الاستجابة المؤسسات الدولية لها وإصلاح الأمم المتحدة، بين بناء الدولة وبناء السلام. وللمركز برامج إقليمية محددة في منطقة الشرق الأوسط وأفريقيا وآسيا. تاريه رود-لارسن هو في نفس الوقت مبعوث خاص للأمين العام للأمم المتحدة لتنفيذ قرار مجلس الأمن رقم 1559.

## الرؤساء
| العهدة      | الرئيس                             | الدولة  |
| ----------- | ---------------------------------- | ------- |
| 1970 - 1990 | إنداي جيت ريكاي (Indar Jit Rikhye) | الهند   |
| 1990 - 1998 | أولارا أوتونو (Olara Otunnu)       | أوغندا  |
| 1998 - 2005 | ديفيد أم مالون (David M. Malone)   | كندا    |
| 2005 - الأن | تاريه رود-لارسن (Terje Rød-Larsen) | النرويج |

## مقالات ذات صلة
- الحركة المناهضة للحرب
- لاعنف

## روابط خارجية
- الموقع الرسمي.